# Nermin Haskić
Nermin Haskić (født 27. juni 1989) er en bosnisk fodboldspiller.

## Landsholdskarriere
Han har tidligere spillet for Bosnien-Hercegovinas landshold. Han har spillet 1 landskampe for Bosnien-Hercegovina.

## Bosnien-Hercegovinas fodboldlandshold
| Bosnien-Herzegovinas landshold | Bosnien-Herzegovinas landshold | Bosnien-Herzegovinas landshold |
| År                             | Kmp                            | Mål                            |
| ------------------------------ | ------------------------------ | ------------------------------ |
| 2011                           | 1                              | 0                              |
| Total                          | 1                              | 0                              |